# Xã Palatine, Quận Aurora, South Dakota
Xã Palatine (tiếng Anh: Palatine Township) là một xã thuộc quận Aurora, tiểu bang Nam Dakota, Hoa Kỳ. Năm 2010, dân số của xã này là 63 người.